# 263 f.Kr.

## Händelser

### Efter plats

#### Romerska republiken
- Romarna under konsuln Manius Valerius Messallas befäl säkrar en allians med Hieron II av Syrakusa. Fördraget med Rom begränsar Hieron II:s kungarike till sydöstra Sicilien och öns östkust fram till Tauromenium. Fram till sin död förbrlir Hieron II lojal med romarna.
- Romarna erövrar Hadranum.

#### Grekland
- Alexander II av Epiros anfaller och erövrar större delen av Makedonien. Han blir dock snart utdriven ur både Makedonien och Epiros av Demetrios II, son till kung Antigonos II Gonatas av Makedonien.
- Atenarna och spartanerna, krigströtta efter flera års krig och ödeläggelse av sina landområden, sluter fred med Antigonos II av Makedonien, som därmed behåller sitt grepp om Grekland.
- Kleanthes efterträder Zenon från Kition som rektor för dennes stoiska skola i Aten.

#### Mindre Asien
- Eumenes I efterträder sin farbror Filetairos på Pergamons tron. Då Filetairos var eunuck har han adopterat sin brorson Eumenes (son till Filetairos bror, som också heter Eumenes) som sin efterträdare.

## Födda
- Antigonos III, kung av Makedonien 229–221 f.Kr.

## Avlidna
- Filetairos, grundare av den attalidiska dynastin i Pergamon i Mindre Asien (härskare från 282 f.Kr.) (född cirka 343 f.Kr.)